# Fulmine globulare
Un fulmine globulare è un raro, a volte brevissimo e particolare fenomeno luminoso dell'atmosfera. Si tratta di un piccolo globo luminoso, di forma pressoché sferica e di diametro variabile, fermo o, più frequentemente, in rapido e casuale movimento. Si può avvistare sia in presenza sia in assenza di temporali.

## Storia

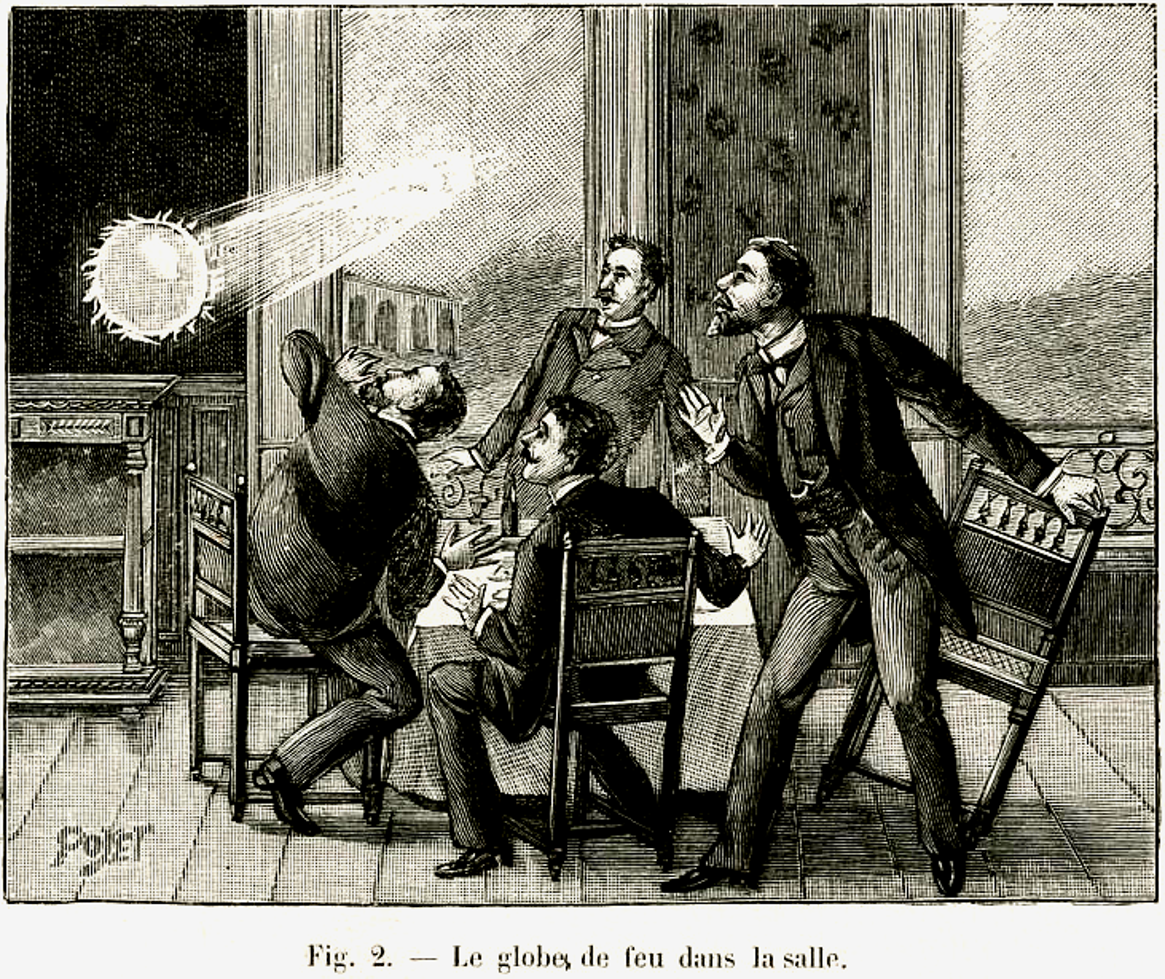
Fantasiosa rappresentazione di un fulmine globulare in un'illustrazione dell'inizio del XX secolo

Molte sono state le osservazioni occasionali del fenomeno. Le prime testimonianze scritte risalirebbero al 1596: gli annali raccontano che nella cattedrale di Wells, in Inghilterra,  poco prima di un violento temporale, entrò dalla vetrata ovest una sfera luminosa, che in seguito esplose con un enorme boato.
Nei secoli successivi si verificarono numerosi altri avvistamenti del fenomeno,  registrati un po' in tutto il mondo e pressappoco con le stesse caratteristiche. Alcuni fulmini globulari risultarono anche letali, colpendo a morte degli esseri umani.
I fulmini globulari ispirarono le più bizzarre credenze popolari, che li vollero legati ai fantasmi o agli UFO. Questo atteggiamento indusse alcuni scienziati a negarne l'esistenza. La tendenza a ricondurre i fulmini globulari a illusioni ottiche o allucinazioni bloccò, negli anni a venire, la ricerca intorno al fenomeno.
In realtà, nel XIX secolo alcuni di questi fenomeni furono fotografati e, con l'avvento dell'elettricità, anche riprodotti in laboratorio. Lo scienziato Tesla dichiarò di poter riprodurre artificialmente dei fulmini sferici del diametro di un pollice e mezzo ma, dato che egli era interessato a esperimenti con tensioni e potenze elevate al fine di ottenere trasmissione di energia senza fili, considerò queste sfere poco più che una curiosità.
Ritenuto dal mondo scientifico del XX secolo come un vero e proprio fenomeno fisico, furono poi organizzati dei simposi internazionali nel 1988, nel 1990 e nel 2001, e fu altresì fondato un comitato internazionale (l'ICBL). Piccoli fulmini globulari furono ricreati artificialmente in laboratorio, di cui gli esperimenti più noti sono stati nel 2001 al Cavendish laboratory di Cambridge, nel 2006 all'Humboldt laboratory di Berlino e nel 2007 a Pernambuco, Brasile.

## Descrizione
Il diametro del globo di luce è molto variabile, generalmente tra i 5 cm e 1 metro circa, ma può anche superare i 5 metri. Di solito ha bordi sfumati e un nucleo più luminoso. Può essere visibile da pochissimi secondi a qualche minuto. Il suo colore può variare tra il rosso, l'arancio, il giallo, il bianco e il blu, con luminosità intensa e percepibile anche in condizioni di luce diurna. La sua scomparsa è solitamente caratterizzata da un affievolimento della luminosità, ma può anche scomparire improvvisamente con una esplosione anche potente, lasciando un odore di zolfo o, più comunemente, di ozono, simile a quello che si origina dalle scariche elettriche in aria libera.
Non è ancora ben chiaro se un fulmine globulare possa passare attraverso pareti o finestre senza danneggiarle. Sono stati avvistati anche dei fulmini globulari che pare ruotino intorno al proprio asse. Si può materializzare ovunque, anche se, di solito, all'aria aperta. Molto raramente appare in sequenza, così come raramente rimane fermo. Di solito si muove in modo casuale, seguendo veloci percorsi segmentati e repentine variazioni di quota. Si è stimata una sua energia interna media di circa 160 kJ e una densità media di energia pari a 25 J per cm³ compatibile con una sorgente energetica di tipo chimico. Sia per la sua natura che per la sua forma, il fulmine globulare non è da confondersi con il fuoco di sant'Elmo.

### Teorie sull'origine
Sulla formazione dei fulmini globulari esistono diverse teorie, anche se, ad oggi, la più accreditata è quella formulata nel 2000 da Graham Hubler degli U.S. Naval Research Laboratory di Washington. La teoria poggia sulla ormai certa origine di una particolare combinazione di fenomeni elettrici e chimici, da cui anche il termine "fulmine": al divenire di un temporale, un comune fulmine colpirebbe il terreno, disintegrando alcuni elementi chimici come il silicio che, trasportato dal vento e ancora incandescente si mescolerebbe con l'ossigeno, dando così luogo a del plasma luminoso. La teoria fu confermata nel 2007 dai fisici brasiliani Antonio Pavo e Gerson Paiva, che riuscirono a riprodurre nel laboratorio di Pernambuco dei fulmini globulari con lo stesso sistema. Essi usarono un arco voltaico per vaporizzare il silicio, che creò quindi delle piccole sfere per una durata tra i 2 e gli 8 secondi.
Tuttavia, questa teoria non spiegherebbe fulmini globulari apparsi in giornate totalmente serene. Il fisico russo premio Nobel 1978 Kapica azzardò l'ipotesi che si formassero come conseguenza di una combinazione tra onde radio e gas della troposfera terrestre, anche se in natura non esistono onde radio con energia così elevata.
Secondo un'altra teoria recente, elaborata dall'Università di Innsbruck, questi fenomeni potrebbero essere un'allucinazione scatenata dall'azione di picchi di campi elettromagnetici sul cervello, per esempio prima, durante o dopo un temporale, quando sono relativamente intensi. Ciò non spiegherebbe però gli effetti sonori, come l'esplosione delle sfere, oppure olfattivi, come la percezione del caratteristico odore di zolfo e ozono, fenomeni che sono stati frequentemente riportati in alcuni avvistamenti.
È stato proposto che un fulmine globulare (una bolla di luce) si possa spiegare con la simmetria sferica delle oscillazioni nonlineari di particelle cariche nel plasma - l'analogo di un solitone spaziale di Langmuir. Queste oscillazioni sono state descritte sia classicamente che quantisticamente. Si è constatato che le oscillazioni di plasma più intense si verificano nelle regioni centrali di un fulmine globulare. Viene inoltre suggerito che gli stati legati di particelle cariche oscillanti radialmente e polarizzate con spin opposto - l'analogo di coppie di Cooper - possano apparire all'interno di un fulmine globulare. Questo fenomeno, a sua volta, può portare ad uno stato superconduttore della materia in un fulmine globulare. L'idea della superconduttività in una bolla di luce è stato considerato in studi precedenti. La possibilità dell'esistenza di un fulmine globulare che possegga un nucleo composto viene inoltre discussa per questo modello.

## Nella letteratura
Lo scrittore francese Jules Verne descrive nel romanzo Viaggio al centro della terra quello che sembra essere, dall'aspetto e dal comportamento, un fulmine globulare, aggiungendo che riempiva l'atmosfera di un odore di gas nitroso.
Più avanti nel romanzo si scopre che tale manifestazione ha causato un'inversione dei poli magnetici su una bussola.
Lo scrittore cinese di fantascienza Cixin Liu nel 2006 ha scritto un romanzo dal titolo Fulmine Globulare, nel quale parla diffusamente del fenomeno, analizzando tutte le possibili teorie scientifiche esistenti sull'argomento.